# Ante Čović
Ante Čović (* 31. August 1975 in Berlin, Deutschland) ist ein ehemaliger kroatischer Fußballspieler und heutiger -trainer.

## Karriere

### Als Spieler
Der Mittelfeldspieler, der als Sohn einer Gastarbeiterfamilie zeitweise in Deutschland aufgewachsen war, hatte seine Karriere bei Hajduk Split begonnen. 1991 floh er mit seinen Eltern vor dem Kroatienkrieg zurück nach Berlin, wo er in der Nachwuchsabteilung von Hertha BSC unterkam. 1992 wechselte er zum VfB Stuttgart, bei dem er zwei Jahre später parallel zu seiner Anstellung im VfB-Fan-Shop seinen ersten Profivertrag unterschrieb. In seiner ersten Saison bestritt er unter Trainer Jürgen Röber vornehmlich als Ersatzspieler für den zeitweise verletzten Giovane Élber 13 Spiele und traf zweimal. Die folgende Saison verbrachte Čović beim damaligen Zweitligisten 1. FC Nürnberg und wechselte – die Transferrechte lagen beim VfB Stuttgart – im Sommer 1996 zurück nach Berlin zu Hertha BSC, wo Röber mittlerweile als Trainer tätig war und seine Eltern wohnten. In seiner ersten Saison für die Herthaner spielte er 28-mal und stieg mit der Mannschaft in die erste Bundesliga auf. Bis 2000 spielte Čović bei Hertha; in seiner letzten Saison kam er jedoch nur mehr auf sechs Einsätze. Auch beim Ligakonkurrenten VfL Bochum, zu dem er im Sommer 2000 gewechselt war, blieb ihm nur die Reservistenrolle. Darum wechselte der Kroate nach nur einer Spielzeit zum Zweitligisten 1. FC Saarbrücken.
Nach einer Spielzeit in Saarbrücken kehrte er in seine Geburtsstadt Berlin zurück. Dort spielte er in der zweiten Mannschaft von Hertha BSC in der Regionalliga Nord. Aufgrund der Personalnot bei den Profis berief Trainer Falko Götz den Mittelfeldspieler in den Kader für das Bundesligaspiel am 17. Februar 2007 gegen den 1. FSV Mainz 05.

### Als Trainer

#### Anfänge im Hertha-Nachwuchs
2010 beendete Čović seine aktive Karriere und wurde neuer U15-Trainer von Hertha BSC. Am 14. Februar 2012 übernahm er als Co-Trainer von René Tretschok übergangsweise die Profimannschaft von Hertha BSC. Zwei Tage zuvor war Michael Skibbe entlassen worden. Nach der Verpflichtung von Otto Rehhagel als neuem Cheftrainer wurde Čović gemeinsam mit Tretschok dessen Co-Trainer. Ihr Engagement endete mit dem Abstieg in die 2. Bundesliga nach der verlorenen Relegation gegen Fortuna Düsseldorf.
In der Saison 2012/13 konzentrierte sich Čović auf die Fußballlehrerausbildung des DFB, die er im März 2013 bestand.
Zur Saison 2013/14 übernahm Čović die A-Jugend (U19) von Hertha BSC. Nach elf Spielen in der A-Junioren-Bundesliga übernahm er Ende November 2013 die zweite Mannschaft, die zu diesem Zeitpunkt auf dem letzten Tabellenplatz der viertklassigen Regionalliga Nordost stand, als Nachfolger von Jörg Schwanke. Unter Čović schloss die Mannschaft die Regionalliga-Saison 2013/14 auf dem 12. Tabellenplatz ab und hielt die Klasse. In der Saison 2014/15 belegte die Mannschaft den 6. Platz. Es folgten der 10. Platz in der Saison 2015/16, der 9. Platz in der Saison 2016/17, der 8. Platz in der Saison 2017/18 und der 4. Platz in der Saison 2018/19.

#### Cheftrainer der Hertha-Profis
Zur Saison 2019/20 übernahm Čović die Bundesligamannschaft von Hertha BSC als Nachfolger von Pál Dárdai. Aus den ersten 12 Spielen der Meisterschaft holte er mit der Mannschaft nach einem verheißenden 2:2-Unentschieden zum Saisonauftakt beim amtierenden Meister FC Bayern München nur 11 Punkte. Am 27. November 2019 gab Hertha BSC, auf dem 15. Platz der Tabelle nur knapp vor den Abstiegsplätzen liegend, die sofortige Trennung von Čović bekannt und benannte Jürgen Klinsmann als dessen Nachfolger.

#### Rückkehr in den Hertha-Nachwuchs
Da Čovićs Vertrag als Nachwuchstrainer unbefristet ist, konnte er dem Verein in anderer Funktion erhalten bleiben. Zur Saison 2021/22 kehrte er als Cheftrainer zur zweiten Mannschaft von Hertha BSC zurück.
Zur Saison 2023/24 wurde Čović Cheftrainer der U16, die er zur Saison 2024/25 mit in die U17 in die neue U17-DFB-Nachwuchsliga nahm. Zur Saison 2025/26 übernahm er die U19, die zum Großteil aus der alten U17 bestand.

## Familie
Seine Söhne Maurice (* 1998) und Patrice (* 2007) sind ebenfalls Fußballspieler.